# Chromodoris grahami
Chromodoris grahami es una especie de molusco nudibranquio de la familia Chromodorididae.

## Descripción
En el Atlántico occidental, tiene un dorso color rosa salmón y marcas rojas que forman tres filas longitudinales; el manto es amarillo y blanco. También se encontraron algunas variaciones de color en C. grahami en especímenes recolectados en Puerto Rico, Panamá y San Vicente.

## Reproducción
Como todos los opistobránquios, son hermafroditas y producen tanto huevos como esperma. El conducto genital y la prominente abertura genital están situados cerca de la cabeza, en el lado derecho del cuerpo. Tras la fertilización producen larvas planctónicas, que cuentan con una concha para protegerse durante la fase larval, y que, al evolucionar a su forma definitiva la pierden.